# Jason Rogers (esgrimidor)
Jason Nicholas Rogers (Houston, 14 de abril de 1983) es un deportista estadounidense que compitió en esgrima, especialista en la modalidad de sable.
Participó en dos Juegos Olímpicos de Verano, obteniendo una medalla de plata en Pekín 2008, en la prueba por equipos (junto con Timothy Morehouse, Keeth Smart y James Williams), y el cuarto lugar en Atenas 2004, también por equipos.

## Palmarés internacional
| Juegos Olímpicos | Juegos Olímpicos | Juegos Olímpicos | Juegos Olímpicos  |
| Año              | Lugar            | Medalla          | Prueba            |
| ---------------- | ---------------- | ---------------- | ----------------- |
| 2008             | Pekín (China)    | Medalla de plata | Sable por equipos |